# Gelebt un gelakht
Gelebt un gelakht (englischer OT Live and Lough) ist eine jiddische Filmkomödie von 1933 aus den USA. Der Film basiert auf dem gleichnamigen Musical von Michael Rosenberg.

## Produktion
Der Film ist einer der frühen jiddischen Tonfilme aus den USA. Regisseur Sidney M. Goldin arbeitete dieses Mal mit Joseph Seiden als Produzent. Die Schauspieler kamen aus dem Street Arch Theatre in Philadelphia von Hymie Jacobson.